# Удовлетворение
Удовлетворението е приятна емоционална реакция на щастие, в резултат от отговор на изпълнение на желание или цел. Човек може гордо да каже, че е много удовлетворен, когато е постигнал трудна цел и терминът обикновено се свързва именно с такива случаи.
Умението да даваш предимство на дългосрочните цели над по-близките, е познато като отложено удовлетворение или търпение и обикновено се разглежда като добродетел. Критика на поведението на другите може да осветли липсата на това качество. Например може да кажем, че този, на когото му липсва качеството, е незрял, но и излишъкът на това качество също може да създава проблеми, тоест индивидът става неспособен да получава удоволствие в живота, да хваща удобни случаи или да остане гъвкав.
Удовлетворението, както всички емоции, е мотиватор на поведението и по такъв начин играе роля в човешките социални системи.